# 帕萨旺
帕萨旺（法語：Passavant，法語發音：[pasavɑ̃]）是法国杜省的一个市镇，属于贝桑松区。

## 地理
帕萨旺（47°16'29"N, 6°23'1"E）面积14.98 平方千米，位于法国勃艮第-弗朗什-孔泰大區杜省，该省份为法国东部内陆省份，北起上索恩省，西接汝拉省，东部及东南部与瑞士接壤，东北部与贝尔福地区省接壤。
与帕萨旺接壤的市镇（或旧市镇、城区）包括：吉永莱班、阿当莱帕萨旺、库尔特坦和萨朗、蒙蒂韦尔纳日、奥尔桑、圣瑞昂、沃德里维莱尔。

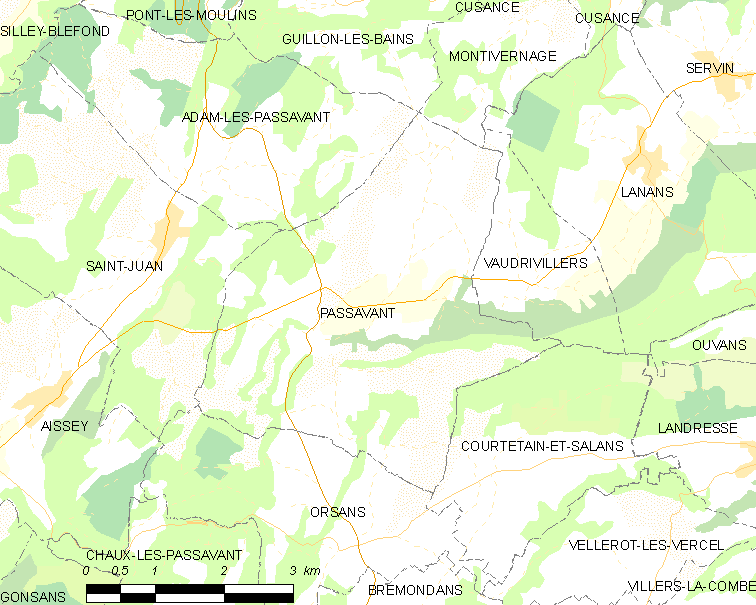
帕萨旺的OSM定位图

帕萨旺的时区为UTC+01:00、UTC+02:00（夏令时）。

## 行政
帕萨旺的邮政编码为25360，INSEE市镇编码为25446。

## 政治
帕萨旺所属的省级选区为博姆莱达姆县。

## 人口

1962-2008年间帕萨旺人口变化图示

帕萨旺于2022年1月1日时的人口数量为182人。